# 359. п. н. е.

## Рођења
- Александар Македонски